# Græsted-Gilleleje
Græsted-Gilleleje est une ancienne municipalité rattachée depuis 2007 à la municipalité de Gribskov, dans la région de Hovedstaden, au Nord-Est de l'île de Sjælland, au Danemark.